# Хатина Скотта
Хатина Скотта (англ. Scott's Hut) — будівля, розташована на північному березі мису Еванс на острові Росса в Антарктиді. Він був споруджений в 1911 р. Британською антарктичною експедицією 1910—1913 рр. (Також відомою як Експедиція «Терра Нова») під керівництвом Роберта Фолкона Скотта. Вибираючи базу операцій для експедиції 1910—1913 рр., Скотт відкинув ідею повторного зайняття хатини, яку він побудував у протоці Мак-Мердо під час експедиції на «Діскавері» 1901—1904 років.
Ця перша хатина була розташована в Хат-Пойнт, за 20 км на південь від мису Еванс. На це рішення вплинули два фактори. По-перше, хатина була занадто холодною для житлових приміщень, по-друге, корабель Скотта, Діскавері, був захоплений морським льодом у Хат-Пойнт. І цю проблему він сподівався уникнути, встановивши свою нову базу далі на північ.
Деяка плутанина виникає через те, що хатину «Діскавері» технічно можна назвати хатиною Скотта, оскільки її побудувала його експедиція, і це була його база на березі під час експедиції 1901—1904 рр., Але титул Хатина Скотта в народі належить будівлі, спорудженій у 1911 році на мисі Еванс.

## Опис

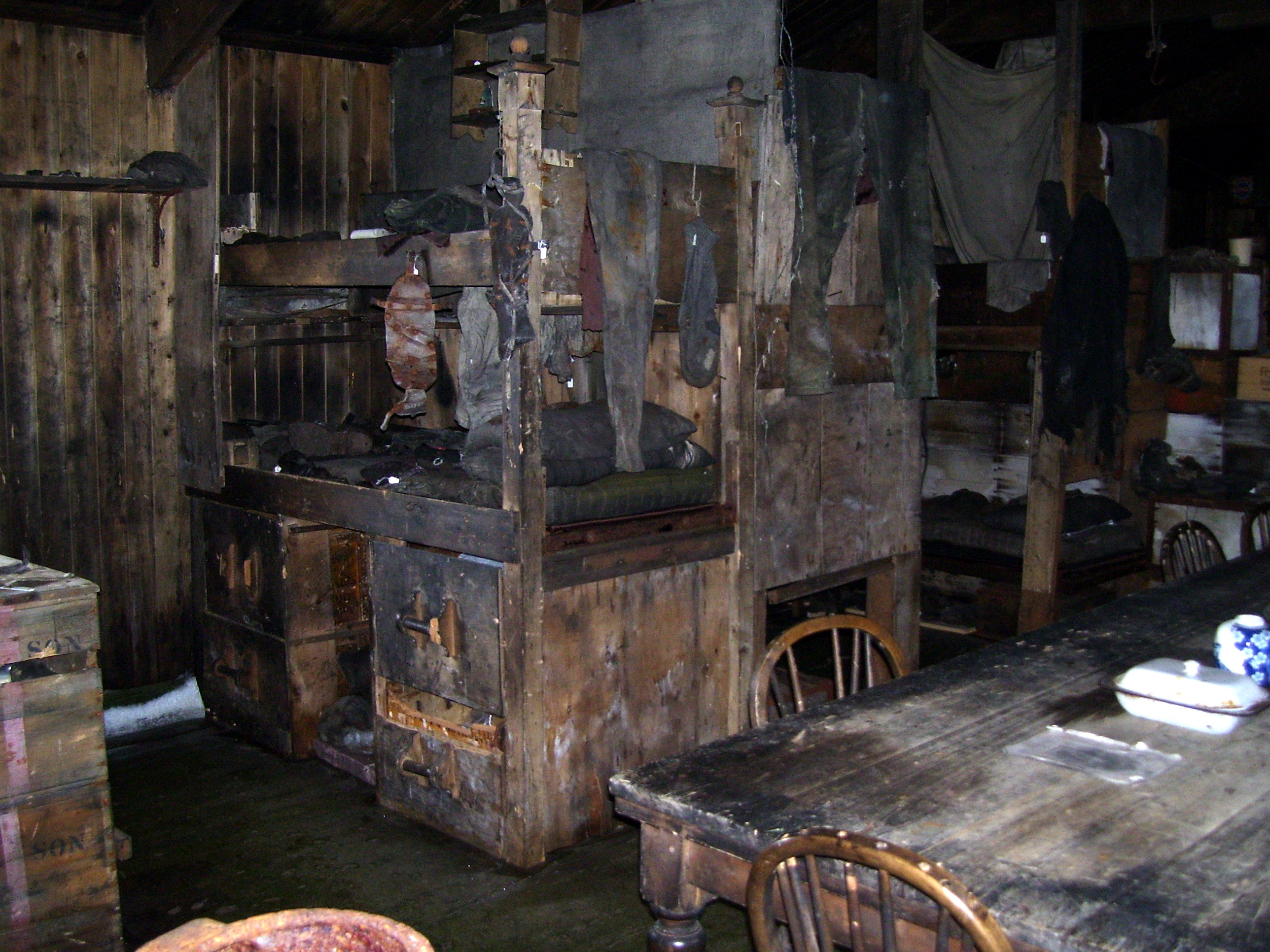
Інтер'єр, що показує ліжка

Хатина Скотта була зібрана в Англії, перш ніж її привезли на південь кораблем. Вона прямокутна, 15 м завдовжки і 7,6 м завширшки. Ізоляцію забезпечували водорості, вшиті в «ковдру», розміщену між внутрішньою та зовнішньою стінками, що складалися з подвійних дошок. Дах являв собою «бутерброд» з трьох шарів дошок та двох шарів гуми, що огорталися більш стьобаними водоростями. Освітлення забезпечувалося ацетиленовим газом, а обігрів надходив з кухні та додаткової печі, що використовувала вугілля як паливо.
Апслі Черрі-Гаррард писав, що хатина була розділена на окремі зони для сну і роботи перегородкою, виготовленою з ящиків для приписів. Будівля стайні (для дев'ятнадцяти сибірських поні), приблизно 15,2 м на 4,9 м, згодом була прибудована до північної стіни головної будівлі. Підсобне приміщення, приблизно 12,2 м на 3,7 м, також було додане пізніше, збудоване навколо оригінального невеликого ґанку на південно-західній стороні основної будівлі.
Було докладено значних зусиль для утеплення будівлі та отримання максимальної кількості тепла від димоходів з печі та обігрівача, спираючись на досвід з хатини «Діскавері». Експедитори Terra Nova спочатку описали хату як теплу, а вже пізніше як некомфортну.  
Хрест встановлений на пагорбі за хатиною Скотта на мисі Еванс, але це не пов'язано з капітаном Скоттом, його встановили на згадку про трьох членів групи моря Росса під командуванням Шеклтона, які загинули неподалік. Хрест, встановлений на згадку про капітана Скотта та його полярних товаришів, можна знайти на горі Спостереження.  

## Використання хатини Скотта
Взимку 1911 року в хатині мешкало 25 людей берегової групи Terra Nova. Звідси Скотт та його люди вирушили до фатального походу на Південний полюс. Після невдалої спроби південної групи Скотта повернутися кілька чоловіків залишилися позаду на подальшу зиму (1912 р.) щоб пошукати тіла наступної весни. У 1913 році експедиція «Тера-Нова» закінчилася, а хатину залишили добре забезпеченою припасами їжі та нафти, та певною кількістю вугілля.
У 1915—1917 рр. хатина була повторно використана кількома групами моря Росса під командуванням Шеклтона після того, як «Аврора», яка мала бути постійним зимовим штабом, в травні 1915 р. пішла у дрифт на північ разом з льодом, і стало неможливо її повернути. Хатина стала постійним житловим приміщенням для десяти людей з корабля. Завдяки припасам вони змогли підтримувати життя в відносному комфорті, поповнюючи ці припаси з хатини Шеклтона на мисі Ройдс. У січні 1917 року, після того, як Шеклтон врятував уцілілих, хатину привели в порядок і зачинили.
Хоча хатина покинута з 1917 року, вона сама та все всередині надзвичайно добре збереглися на сьогоднішній день завдяки замороженню через природні умови.

## Збереження та занепад хатини Скотта

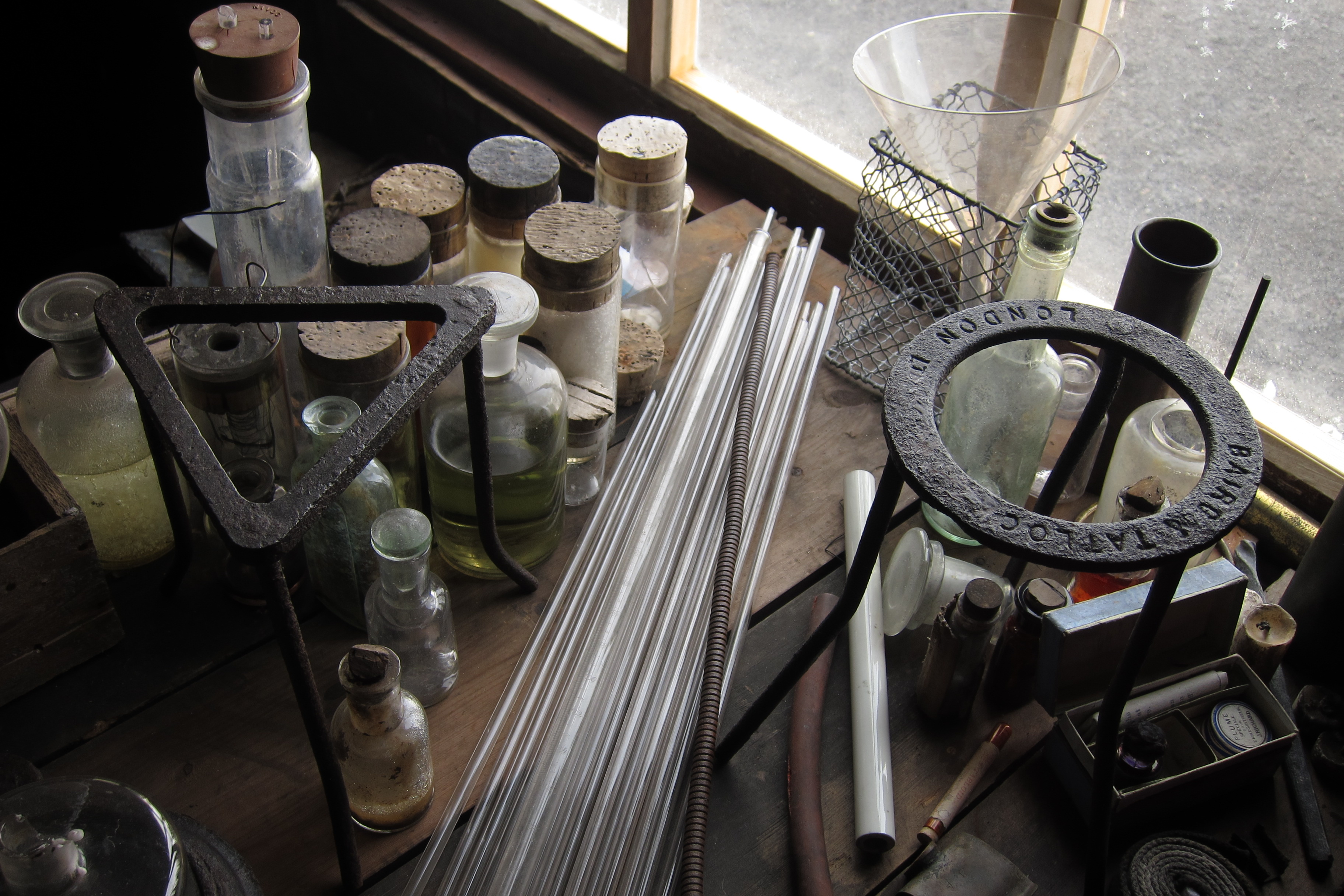
Наукові інструменти всередині хатини, як вони виглядали у 2013 році.

Після 1917 року хатина залишалася недоторканою до 1956 року, коли американські експедитори вирили її зі снігу та льоду. Було виявлено, що вона в чудовому стані, та зберігала всередині багато цінностей з обох попередніх експедицій. Хоча деякі артефакти в той час (і з тих пір) забиралися як сувеніри, ця хатина в основному залишилася такою, як була у 1917 році.  
Нова Зеландія та Велика Британія брали на себе відповідальність у різні періоди з 1970-х років відновити (в основному шляхом очищення від снігу та льоду) хатини Скотта та хатини Діскавері.
Незважаючи на те, що відмічено збереження їжі в умовах морозу та сухого клімату, розпад бактерій все ще триває. Відвідувачі описують, що м'ясо тюленів, збережене в хатині «Діскавері» пахне ніби «прогіркло», і дехто висловив стурбованість тим, що тканина з цих хатин зазнає грибкового розпаду.
У 2016 році був здійснений проект збереження за допомогою фотографічних та лазерних вимірювань всього будинку та прилеглої території. Потім ці дані перевели у тривимірну модель, і вони стали відкриті для публічного віртуального туру.

## Історичне місце
Як Хатина Скотта, так і Хатина Шеклтона були включені до Світової охорони пам'яток. Хатина Шеклтона була включена у 2004 та 2006 роках, а Скотта у 2008 році.
За пропозицією Нової Зеландії та Великої Британії до Консультативної наради Договору про Антарктику хатину було визнано історичним місцем або пам'яткою Антарктики (HSM 16).